# Confiá
Confiá es el decimosexto disco del músico argentino Fito Páez, que salió a la venta el 16 de marzo de 2010. Contiene un total 12 canciones grabadas en distintos lugares elegidos especialmente por él. Con total afinidad a esos paisajes, a su gente y al clima musical que logra en esos ámbitos ideales, Fito comenzó la grabación en La Cumbre, Córdoba, continuó en el vecino país de Brasil en Trancoso, San Salvador de Bahía, luego en Río de Janeiro, en los estudios “Nas Nuvens” de Liminha (Los Mutantes), para finalizar en su estudio de grabación Circo Beat de Buenos Aires, con Mariano López como ingeniero de grabación. El álbum fue grabado entre los meses de julio y diciembre de 2009, fue compuesto íntegramente por Páez y coproducido por él mismo y Mariano López.

## Lista de canciones
1. Confiá (5:05)
2. Tiempo al Tiempo (2:29)
3. M&M (4:19)
4. La Nave Espacial (3:40)
5. London Town (4:04)
6. Limbo Mambo (2:05)
7. La Ley de la Vida (4:34)
8. El Mundo de Hoy (3:58)
9. Saliendo de Tu Prisión (2:51)
10. En el Baño de Un Hotel (2:54)
11. Fuera de Control (4:29)
12. Desaluz (4:25)

### Músicos
- Eloy Quintana: bajo.
- Gonzalo Aloras: guitarras y bajo.
- Coki Debernardi: guitarras y loops.
- Bolsa González: batería.
- Eduardo Lyra: percusión.
- Fito Páez: todo lo demás.